# Тарасова Алла Костянтинівна
А́лла Костянти́нівна Тара́сова (* 25 січня (6 лютого) 1898, Київ, Російська імперія — 5 квітня 1973, Москва, РРФСР, СРСР) — радянська українська актриса, народна артистка СРСР (1937), Герой Соціалістичної Праці (7.02.1973). Сталінська премія, 1941, 1946 (двічі), 1947, 1948. Депутат Верховної Ради СРСР 3—5-го скликань.

## Життєпис
Народилася в Києві в родині професора медичного факультету Київського університету К. П. Тарасова (похований на Байковому кладовищі). 1906—1910 рр. навчалася в Києво-Печерській жіночій гімназії, що була розташована на вулиці Різницькій № 2/34, і де за часів СРСР було встановлено меморіальну дошку А. Тарасовій; приміщення було зруйновано новим забудовником у серпні 2008 р.), у 1910—1914 — у приватній гімназії Титаренко на вулиці Фундуклеївській (тепер вулиця Б. Хмельницького № 10). З 1914 — у Москві, в тому числі з 1916 — в МХАТі. Член КПРС з 1953 року.
Гастролювала у Києві 1936, 1939, 1961, виступила тут на вечорі у 1963 з нагоди 100-річчя К. С. Станіславського.
Слава прийшла до А.Тарасової дуже рано — у 18 років, коли вона зіграла в спектаклі за п'єсою З. Гіппіус «Зелене коло». Тріумф ніколи не залишав актрису, яка кілька десятиліть була зіркою російського театру. Особливий успіх А. Тарасова мала в спектаклях за чеховськими п'єсами.

### Фільмографія
1. 1923 р. — Раскольніков (фільм)
2. 1927 р. — Хто ти такий? (фільм)
3. 1928 р. — Василисина перемога (фільм)
4. 1933 р. — Гроза — Катерина
5. 1934 р. — «Мрійники» (фільм)
6. 1937 р. — «Петро Перший» — Єкатерина, дружина Петра І;
7. 1940 р. — «Баби» — Варвара Кладова
8. 1945 р. — «Без вини винуваті» — Кручинина
9. 1952 р.— «На дні» — Настя
10. 1953 р. — Анна Кареніна (фільм, 1953) — Анна Кареніна
11. 1966 р. — «Довге щасливе життя»

## Звання і нагороди
- Герой Соціалістичної Праці (7.02.1973)
- Заслужена артистка РРФСР (1933)
- Народна артистка СРСР (1937)
- Сталінська премія І ст. (1941) — за видатні досягнення в галузі театрально-драматичного мистецтва
- Сталінська премія І ст. (1946) — за виконання ролі Юлії Павлівни Тугіної у виставі «Остання жертва» О. М. Островського
- Сталінська премія ІІ ст. (1946) — за виконання ролі Кручиніної у фільмі «Без вини винні» (1945)
- Сталінська премія І ст. (1947) — за виконання ролі Лізи Муравйової у виставі «Переможці» Б. Ф. Чирскова
- Сталінська премія І ст. (1949) — за виконання ролі Софії Романівни у виставі «Зелена вулиця» Сурова
- три ордени Леніна (26.10.1948; 18.02.1967; 7.02.1973)
- Орден Жовтневої Революції (2.07.1971)
- Орден Трудового Червоного Прапора (3.05.1937)
- Орден «Знак Пошани» (23.03.1938)
- Медаль «За доблесну працю у Великій Вітчизняній війні 1941—1945 рр.» (1945)
- Медаль «У пам'ять 800-річчя Москви»